# Batinova Kosa
Batinova Kosa is een plaats in de gemeente Topusko in de Kroatische provincie Sisak-Moslavina. De plaats telt 37 inwoners (2001).